# Magnus Lönnqvist
Magnus Lönnqvist is een Fins triatleet. Hij werd in 1985 derde op de triatlon van Almere in een tijd van 9:13:40.

## Belangrijke prestaties
- 1985:  Triatlon van Almere